# Courteney Cox
Courteney Bass Cox, ameriška filmska in televizijska igralka, fotomodel, producentka in režiserka, 15. junij 1964, Birmingham, Alabama, Združene države Amerike.
Courteney Cox je najbolje poznana po vlogah, kot so Monica Geller v NBC-jevi humoristični seriji Prijatelji, Gale Weathers v grozljivi filmski seriji Krik in Jules Cobb v ABC-jevi humoristični seriji Dobra mačka, s katero si je prislužila svojo prvo nominacijo za zlati globus. Zaigrala je tudi v FX-jevi seriji Dirt. Skupaj s svojim takratnim možem Davidom Arquetteom je ustanovila produkcijsko podjetje Coquette Productions, ki ga še vedno vodita skupaj. Poleg tega deluje tudi kot režiserka; režirala je nekaj epizod svoje serije Dobra mačka ter televizijski film Talhotblond.

## Zgodnje življenje
Courteney Bass Cox se je rodila v Birminghamu, Alabama, Združene države Amerike, a odraščala v predmestju Birminghama, Mountain Brooku. Je hči poslovneža Richarda Lewisa Coxa (28. januar 1931 - 3. september 2001) in njegove žene Courteney (rojena Bass, kasneje Copeland). Ima dve starejši sestri, Virginio in Dottie, ter starejšega brata, Richarda, ml. Njena starša sta se ločila leta 1974 in njena mama se je kasneje poročila s poslovnežem Hunterjem Copelandom (stric promoterja in poslovnega menedžerja Iana Copelanda. Ko je na srednji šoli Mountain Brook opravila maturo, je odšla na kolidž Mount Vernon v Washingtonu, D.C., kjer pa svojega študija arhitekture ni nikoli končala, saj se je odločila, da se bo raje osredotočila na svojo manekensko in igralsko kariero.
Courteney Cox ima angleške, škotske, irske, valižanske in nemške korenine.

## Kariera

### Zgodnja kariera
Leta 1984 se je Courteney Cox pojavila kot ženska, ki jo potegnejo na oder, kjer pleše, v videospotu za pesem »Dancing in the Dark« Brucea Springsteena. Njene prve televizijske vloge vključujejo stranski vlogi v neuspešni seriji Misfits of Science (1985) in v humoristični seriji Družinske vezi (1987–1989), kjer je zaigrala Lauren Miller, dekle Alexa P. Keatona (Michael J. Fox). Njeni prvi filmi so med drugim tudi filmi Gospodarji vesolja (1987), Za božič pridem domov (1988) in Kokon: Vrnitev (1988). Leta 1990 je zaigrala stransko vlogo Jewel, asistentke lika Jamesa Belushija v fantazijskem filmu Gospod Usoda. Leta 1994, malo preden je pričela igrati v seriji Prijatelji, je poleg Jima Carreyja zaigrala v filmu Ace Ventura - Nori detektiv ter v epizodi »The Wife« serije Seinfeld, kjer je zaigrala Jerryjevo dekle Meryl. Leta 1995 je zaigrala v videospotu za pesem »Good Intentions« glasbene skupine Toad the Wet Sprocket, ki je bila kasneje vključena na soundtrack serije Prijatelji.

### Prijatelji
Kasneje leta 1994 so Courteney Cox povabili na avdicijo za vlogo Rachel Green v humoristični seriji Prijatelji; namesto te vloge je nazadnje zaigrala Monico Geller. Ob začetku serije je bila najbolj slavna od vseh članov igralske zasedbe, ki so jo sestavljali Jennifer Aniston (Rachel Green), Lisa Kudrow (Phoebe Buffay), Matt LeBlanc (Joey Tribbiani), Matthew Perry (Chandler Bing) in David Schwimmer (Ross Geller); to so postale njihove najbolj znane vloge, ki so jih igrali deset let, vse do konca serije leta 2004. Leta 2005 je Guinnessova knjiga rekordov poročala, da so Coxova in njeni soigralki Anistonova ter Kudrowova najbolje plačane televizijske igralke vseh časov, saj so bile za zadnji dve sezoni serije Prijatelji plačane kar 1 milijon $ na epizodo.
Med peto in šesto sezono se je Courteney Cox poročila z Davidom Arquetteom in svoje ime spremenila v Courteney Cox Arquette. Iz tega so se ponorčevali v epizodi »The One After Vegas« Prijateljev, kjer so vsem članom igralske zasedbe in producentom serije v zaključku k imenom dodali priimek »Arquette« ter na koncu napisali: »Za Courteney in Davida, ki sta se poročila,« s čimer so se norčevali iz dejstva, da sta se Monica in Chandler v isti epizodi odločila, da se ne bosta poročila.

### Filmska kariera
V času snemanja serije Prijatelji je Courteney Cox zaigrala v mnogih uspešnih hollywoodskih filmih Krik (1996), Krik 2 (1997) in Krik 3 (2000), kjer je zaigrala reporterko Gale Weathers. Svojega moža, Davida Arquettea, ki je v filmu igral njeno simpatijo Dwighta »Deweyja« Rileyja, je spoznala na snemanju prvega filma iz serije Krik. Oba sta svoja lika zaigrala tudi v vseh nadaljnjih filmih iz serije, nazadnje v filmu Krik 4, ki je izšel 15. aprila 2011.
Poleg tega je zaigrala tudi v filmih The Runner (1999), 3000 milj do Gracelanda (2001) in The Shrink Is In (2001). Pozno leta 2003 je z Davidom Arquettejem producirala resničnostni šov Mix It Up. Serije, ki je izšla na kanalu We, kritiki niso hvalili, zato niso posneli druge sezone.

### Kasnejša dela
Po koncu serije Prijatelji je Courteney Cox producent Marc Cherry ponudil vlogo Susan Mayer v seriji Razočarane gospodinje, vendar vloge ni mogla sprejeti, saj je bila takrat ravno noseča; namesto nje je ta lik zaigrala Teri Hatcher. Nekaj let kasneje je podpisala pogodbo s televizijsko hišo ABC Studios (takrat poznano pod imenom Touchstone Television) za igranje v lastni televizijski seriji. Njena prva vloga po Prijateljih je bila vloga v neodvisnem filmu November (2005), ki so ga izdali v omejeni izdaji. Poleg Tima Allena je zaigrala v kritično zelo neuspešnem filmu Zoom, se kot dekle lika Adama Sandlerja pojavila v filmu Zaporniško dvorišče ter glas posodila liku krave Daisy v filmu V hlevu. Po uspehu filma Seks v mestu naj bi ustvarjalci serije Prijatelji pričeli s produkcijo filma, v katerem bi svoje vloge zopet zastopala vsa preostala igralska zasedba; kakorkoli že, produkcijska hiša Warner Bros. in ostale so to zanikale.
Leta 2007 je Courteney Cox zaigrala cinično urednico tabloidov Lucy Spiller v FX-jevi televizijski drami Dirt. S svojim možem Davidom Arquetteom je serijo tudi producirala. Serijo so po drugi sezoni leta 2008 ukinili. Julija 2008 je časopis Entertainment Weekly poročal, da je Coxova podpisala pogodbo za igranje v treh epizodah serije Mladi zdravniki.
Leta 2009 je Courteney Cox pričela snemati ABC-jevo komično serijo Dobra mačka, v kateri je zaigrala štiridesetletno sveže samsko mamo, ki je željna novih izkušenj. Tretjo sezono so nameravali pričeti predvajati novembra 2011, vendar so njen izid prestavili na 14. februar 2012; v tej sezoni je Coxova režirala dve od petnajstih epizod. Četrta sezona se je pričela predvajati 8. januarja 2013. Leta 2009 je zaigrala v treh epizodah spletne serije Web Therapy svoje soigralke iz serije Prijatelji, Lise Kudrow.
Junija 2012 je Courteney Cox režirala in se pojavila v Lifetimeovem televizijskem filmu Talhotblond, ki je izšel 23. junija 2012. Film govori o moškem, ki prične s spletno afero in skrivnim življenjem, ki se ga njegova žena in družina ne zavedajo.

## Zasebno življenje
Eden od partnerjev Courteney Cox je bil nečak njenega očima, rock menedžer Ian Copeland. Hodila je tudi z Michaelom Keatonom in Adamom Duritzom iz skupine Counting Crows. 12. junija 1999 se je poročila z Davidom Arquetteom. Po rojstvu njune hčere Coco junija 2004 je Coxova trpela za poporodno depresijo. Cocojina botra je Jennifer Aniston. 11. oktobra 2011 so oznanili, da sta se Coxova in Arquette razšla, vendar da bosta ostala prijatelja in poslovna partnerja. Junija 2012 je David Arquette po skoraj dveh letih od razhoda vložil zahtevo za ločitev. Dokončno sta se ločila maja 2013.

## Filmografija

### Filmi
| Leto | Naslov                                     | Vloga                 | Opombe                 |
| ---- | ------------------------------------------ | --------------------- | ---------------------- |
| 1987 | Down Twisted                               | Tarah                 |                        |
| 1987 | Gospodarji vesolja                         | Julia »Julie« Winston |                        |
| 1988 | Kokon: Vrnitev                             | Sara                  |                        |
| 1990 | Gospod Usoda                               | Jewel Jagger          |                        |
| 1991 | Blue Desert                                | Lisa Roberts          |                        |
| 1992 | Shaking the Tree                           | Kathleen              |                        |
| 1992 | The Opposite Sex and How to Live with Them | C »Carrie« Davenport  |                        |
| 1994 | Sketch Artist II: Hands That See           | Emmy O'Connor         |                        |
| 1994 | Ace Ventura - Nori detektiv                | Melissa Robinson      |                        |
| 1996 | Krik                                       | Gale Weathers         |                        |
| 1997 | Commandments                               | Rachel Luce           |                        |
| 1997 | Krik 2                                     | Gale Weathers         |                        |
| 1999 | The Runner                                 | Karina                |                        |
| 1999 | Alien Love Triangle                        | Alice Connor          | Kratek film            |
| 2000 | Krik 3                                     | Gale Weathers         |                        |
| 2001 | 3000 milj do Gracelanda                    | Cybil Waingrow        |                        |
| 2001 | The Shrink Is In                           | Samantha Crumb        |                        |
| 2001 | Get Well Soon                              | Lily »Lillian«        |                        |
| 2004 | November                                   | Sophie Jacobs         |                        |
| 2005 | Zaporniško dvorišče                        | Lena                  |                        |
| 2006 | V hlevu                                    | Krava Daisy           | Glas                   |
| 2006 | Zoom                                       | Marsha Holloway       |                        |
| 2006 | The Tripper                                | Cynthia               | Tudi filmski producent |
| 2008 | The Monday Before Thanksgiving             | Cece                  | Kratek film            |
| 2008 | Zgodbe za lahko noč                        | Wendy                 |                        |
| 2011 | Krik 4                                     | Gale Weathers Riley   |                        |

### Televizija
| Leto      | Naslov                                          | Vloga                               | Opombe                                            |
| --------- | ----------------------------------------------- | ----------------------------------- | ------------------------------------------------- |
| 1984      | As the World Turns                              | Bunny                               |                                                   |
| 1985      | Code Name: Foxfire                              | Stevardesa                          | NBC-jev televizijski film                         |
| 1985–1986 | Misfits of Science                              | Gloria Dinallo                      | 16 epizod                                         |
| 1986      | The Love Boat                                   |                                     | Epizoda: »Dare Devil/Picture Me As a Spy/Sleeper« |
| 1986      | Sylvan in Paradise                              | Lucy Apple                          | NBC-jev pilot                                     |
| 1986      | Umor, je napisala                               | Carol Bannister                     | Epizoda: »Death Stalks the Big Top«               |
| 1987      | If It's Tuesday, It Still Must Be Belgium       | Hana Wyshocki                       | NBC-jev televizijski film                         |
| 1987–1989 | Družinske vezi                                  | Lauren Miller                       | 21 epizod                                         |
| 1988      | Za božič pridem domov                           | Nora Bundy                          | NBC-jev televizijski film                         |
| 1989      | Roxanne: The Prize Pulitzer                     | Jacquie Kimberly                    | Televizijski film                                 |
| 1989      | Judith Krantz's Till We Meet Again              | Marie-Frederique »Freddy« de Lancel | CBS-jeva miniserija                               |
| 1990      | Curiosity Kills                                 | Gwen                                | NBC-jev televizijski film                         |
| 1991      | Morton & Hayes                                  | Princesa Lucy »Lucille«             | Epizoda: »Oafs Overboard«                         |
| 1992      | Battling for Baby                               | Katherine                           | CBS-jev televizijski film                         |
| 1992      | Dream On                                        | Alisha                              | Epizoda: »Come and Knock on Our Door«             |
| 1993      | The Trouble with Larry                          | Gabriella Easden                    |                                                   |
| 1994      | Seinfeld                                        | Meryl                               | Epizoda: »The Wife«                               |
| 1994–2004 | Prijatelji                                      | Monica Geller Bing                  | 236 epizod                                        |
| 1995      | Sketch Artist II: Hands that See                | Emmy                                | Showtimeov televizijski film                      |
| 1995      | Saturday Night Live                             | Voditeljica                         | Epizoda: »Courteney Cox/Dave Matthews Band«       |
| 1999      | Happily Ever After: Fairy Tales for Every Child | Emerald Salt Pork                   | Glas Epizoda: »The Three Little Pigs«             |
| 2007–2008 | Dirt                                            | Lucille »Lucy« Spiller              | 20 epizod                                         |
| 2009      | Mladi zdravniki                                 | Taylor Maddox                       | 3 epizode                                         |
| 2009      | Web Therapy                                     | Serena Duvall                       | 3 epizode                                         |
| 2009–2015 | Dobra mačka                                     | Jules Cobb                          | Glavna vloga                                      |
| 2011      | Zasebna praksa                                  | Pacientka                           | Epizoda: »Step One«                               |
| 2012      | Talhotblond                                     | Amanda                              | Tudi režiserka in producentka                     |
| 2013      | Go On                                           | Talia                               | 1 epizoda                                         |

## Nagrade in nominacije
| Leto | Nagrada                                     | Kategorija                                                            | Delo                | Rezultat     |
| ---- | ------------------------------------------- | --------------------------------------------------------------------- | ------------------- | ------------ |
| 1995 | Golden Apple Award                          | Žensko odkritje leta                                                  |                     | Osvojil/aa   |
| 1995 | People's Choice Award                       | Najljubša igralka v novi seriji                                       | Prijatelji          | nominiran/aa |
| 1996 | Screen Actors Guild Awards                  | Izstopajoči nastop igralske zasedbe v humoristični seriji             | Prijatelji          | Osvojil/aa   |
| 1997 | Nickelodeon Kids' Choice Awards             | Najljubša televizijska igralka                                        | Prijatelji          | nominiran/aa |
| 1998 | Blockbuster Entertainment Award             | Najboljša igralka - Grozljivka                                        | Krik 2              | nominiran/aa |
| 1998 | Saturn Award                                | Najboljša stranska igralka v filmu                                    | Krik 2              | nominiran/aa |
| 1999 | American Comedy Award                       | Najbolj zabavna igralka v televizijski seriji                         | Prijatelji          | nominiran/aa |
| 1999 | Screen Actors Guild Awards                  | Izstopajoči nastop igralske zasedbe v humoristični seriji             | Prijatelji          | nominiran/aa |
| 2000 | Nickelodeon Kids' Choice Awards             | Najljubši televizijski prijatelji                                     | Prijatelji          | nominiran/aa |
| 2000 | Screen Actors Guild Award                   | Izstopajoči nastop igralske zasedbe v humoristični seriji             | Prijatelji          | nominiran/aa |
| 2000 | Teen Choice Award                           | Film - Izbira kemije                                                  | Krik 3              | Osvojil/aa   |
| 2000 | TV Guide Awards                             | Izbira urednikov                                                      | Prijatelji          | Osvojil/aa   |
| 2001 | Screen Actors Guild Award                   | Izstopajoči nastop igralske zasedbe v humoristični seriji             | Prijatelji          | nominiran/aa |
| 2001 | Blockbuster Entertainment Award             | Najljubša igralka - Grozljivka                                        | Krik 3              | nominiran/aa |
| 2002 | Teen Choice Awards                          | Izbira televizijske igralke - Komedija                                | Prijatelji          | nominiran/aa |
| 2002 | Screen Actors Guild Award                   | Izstopajoči nastop igralske zasedbe v humoristični seriji             | Prijatelji          | nominiran/aa |
| 2003 | Teen Choice Awards                          | Izbira televizijske igralke - Komedija                                | Prijatelji          | nominiran/aa |
| 2003 | Screen Actors Guild Award                   | Izstopajoči nastop igralske zasedbe v humoristični seriji             | Prijatelji          | nominiran/aa |
| 2004 | Screen Actors Guild Award                   | Izstopajoči nastop igralske zasedbe v humoristični seriji             | Prijatelji          | nominiran/aa |
| 2005 | Teen Choice Awards                          | Izbira najprivlačnejšega filmskega dekleta                            | Zaporniško dvorišče | nominiran/aa |
| 2006 | TV Land Award                               | Najbolj čudovita poroka - skupaj z Matthewom Perryjem                 | Prijatelji          | nominiran/aa |
| 2007 | TV Land Award                               | Razhod, ki je bil tako slab, da je postal dober                       | Družinske vezi      | nominiran/aa |
| 2009 | Zlati globus                                | Najboljši nastop igralke v televizijski seriji - Komedija ali muzikal | Dobra mačka         | nominiran/aa |
| 2009 | People's Choice Awards                      | Najljubša nova komična serija                                         | Dobra mačka         | nominiran/aa |
| 2010 | Streamy Award                               | Najljubša gostovalna zvezdnica v televizijski seriji                  | Web Therapy         | nominiran/aa |
| 2010 | People's Choice Awards                      | Najljubša komična televizijska igralka                                | Dobra mačka         | nominiran/aa |
| 2010 | Glamour Magazine's Women of the Year Awards | Ameriška televizijska igralka                                         | Dobra mačka         | Osvojil/aa   |
| 2010 | TV Guide Awards                             | Dosežki žensk v filmski industriji                                    |                     | nominiran/aa |
| 2010 | Golden Derby TV Awards                      | Izstopajoča glavna igralka v humoristični seriji                      | Dobra mačka         | Osvojil/aa   |
| 2010 | People's Choice Awards                      | Najljubša komična televizijska igralka                                | Dobra mačka         | nominiran/aa |
| 2010 | Women's Image Network Award                 | Igralka v humoristični seriji                                         | Dobra mačka         | nominiran/aa |
| 2010 | Women in Film Crystal + Lucy Awards         | Nagrada Lucy                                                          |                     | Osvojil/aa   |
| 2011 | People's Choice Awards                      | Najljubša komična televizijska igralka                                | Dobra mačka         | nominiran/aa |